# 宾头娑罗
宾头娑罗（IAST：Bindusāra，或译为賓頭沙羅、频头娑罗，意译为适实王；？－前272年）印度孔雀王朝的第二位國王（约前297年~前272年在位）。
关于宾头娑罗，现代研究者掌握的资料十分有限。他是孔雀王朝建立者旃陀罗笈多的儿子，一些文献说他的母亲叫杜陀罗。旃陀罗笈多在晚年时成了一名耆那教徒，因之放弃王位到南印迈索尔一带去修行；他将王位传给了宾头娑罗，时在约前297年。据说旃陀罗笈多后来按照耆那教的习俗绝食而死。
据一些希腊古典作家模糊不清的记载，宾头娑罗承繼了父親的擴張政策，为帝国增添许多领土。希腊文献称宾头娑罗为“阿利特罗卡得斯”（Αλλιτροχαδες），这个词来自梵语“阿密多罗揭多”，意为“杀敌者”，这说明他一定有过战功。他可能曾经对印度南部用兵，攻占了温迪亚山脈以南、直到本内尔河的广大地区。
宾头娑罗与各希腊化国家维持良好關係。他曾经接待过塞琉古帝国国王（可能是安条克一世）派来的使节代马库斯。埃及的托勒密王朝也曾向他派出过使节。
与父亲不同，宾头娑罗青睐正命论（“邪命外道”）学派的哲学。正命论者也受到宾头娑罗的妻子达摩王后的恩宠，并在她怀孕时预言了将有一个伟大的儿子（显然是指阿育）诞生。
宾头娑罗去世于前272年。在他死后，他的两个儿子阿育和修私摩展开了争夺继承权的斗争，最后阿育获胜。

## 资料来源
- 《古印度简史》，许海山主编，中国言实出版社，ISBN 7-80128-801-7
- 《印度佛教史》，渥德尔著，商务印书馆，ISBN 7-100-02682-2

| 前任： 旃陀罗笈多 | 孔雀帝国国王 约前297年~前272年 | 繼任： 阿育王 |